# ملكان (نائين)
ملكان هي قرية في مقاطعة نائين، إيران. عدد سكان هذه القرية هو 25 في سنة 2006.